# Carcinogen
Et carcinogen er et kræftfremkaldende stof. Den carcinogene effekt skyldes, at stoffet ændrer cellers stofskifte, sådan at de vokser og deler sig ukontrollabelt. Det skyldes igen, at carcinogenet ændrer cellens DNA, og derfor er mange carcinogene forbindelser også mutagene. Mange carcinogene stoffer er fedtopløselige, og derfor har de let ved at trænge gennem cellernes beskyttende, ydre hinder.
DDT, benzen, og asbest er alle blevet klassificeret som carcinogene stoffer. Tobaksrøg er blevet afsløret som et produkt, der indeholder snesevis af carcinogener som f.eks. 3,4-benzopyren, nitrosaminer (N-nitrosaminnikotin) og kemisk aktive aldehyder (f.eks. formaldehyd). Også traditionelle fødemidler som bregne (i Japan) og urtemedicin som f.eks. Slangerod (Aristolochia clematitis) bliver ind imellem afsløret som carcinogene. Aflatoksin B1, der dannes af svampen Aspergillus flavus, som trives på dårligt tørrede planteprodukter (korn og nødder), er et eksempel på et naturligt forekommende carcinogen med stor farlighed. Alle radioaktive isotoper er identificeret som carcinogener, selv om strålingstype, ioniseringsevne og strålingsmængde pr. tidsenhed vil have indflydelse på den risiko, de medfører. Visse virustyper, som f.eks. Hepatitis B, viser sig også at være carcinogene i den menneskelige organisme.
For nylig er stoffet acrylamid, som dannes i friturestegte eller voldsomt opvarmede kulhydrater som f.eks. pommes frites og kartoffelchips, blevet udpeget som carcinogent. Fødevaremyndigheder i både USA og EU undersøger for øjeblikket holdbarheden i denne påstand, og en nærmere granskning af grundlaget for advarslen viser, at stoffet blev givet til forsøgsrotter i doser, der ligger op til 1000 gange over det, mennesker kan blive udsat for. Kontrolforsøgene fortsættes dog for en sikkerheds skyld.